# Biała (gromada w powiecie złotoryjskim)
Biała – dawna gromada, czyli najmniejsza jednostka podziału terytorialnego Polskiej Rzeczypospolitej Ludowej w latach 1954–1972.
Gromady, z gromadzkimi radami narodowymi (GRN) jako organami władzy najniższego stopnia na wsi, funkcjonowały od reformy reorganizującej administrację wiejską przeprowadzonej jesienią 1954 do momentu ich zniesienia z dniem 1 stycznia 1973, tym samym wypierając organizację gminną w latach 1954–1972.
Gromadę Biała z siedzibą GRN w Białej utworzono – jako jedną z 8759 gromad na obszarze Polski – w powiecie złotoryjskim w woj. wrocławskim, na mocy uchwały nr 35/54 WRN we Wrocławiu z dnia 2 października 1954. W skład jednostki weszły obszary dotychczasowych gromad Biała, Zamienice i Jaroszówka ze zniesionej gminy Chojnów w tymże powiecie. Dla gromady ustalono 17 członków gromadzkiej rady narodowej.
31 grudnia 1961 do gromady Biała włączono wsie Rokitki i Czernikowice ze zniesionej gromady Rokitki w tymże powiecie.
1 stycznia 1970 do gromady Biała włączono obszar gruntów o powierzchni 21,19 ha z północno-wschodniej części miasta Chojnowa w tymże powiecie.
Gromada przetrwała do końca 1972 roku, czyli do kolejnej reformy gminnej.